# Nemesia (aranya)
|  | Per a altres significats, vegeu «Nemesia». |

Nemesia és un gènere d'aranyes migalomorfes de la família dels nemèsids (Nemesiidae). La majoria de les espècies d'aquest gènere es troben a la zona mediterrània excepte tres a Cuba, la Xina i Moçambic.

## Llista d'espècies
Segons el World Spider Catalog (versió 18.0, del 14/03/2017):
- Nemesia africana  (C. L. Koch, 1838)
- Nemesia albicomis  Simon, 1914
- Nemesia angustata  Simon, 1873
- Nemesia apenninica  Decae, Pantini & Isaia, 2015
- Nemesia arboricola  Pocock, 1903
- Nemesia arenicola  Simon, 1892
- Nemesia asterix  Decae & Huber, 2017
- Nemesia athiasi  Franganillo, 1920
- Nemesia bacelarae  Decae, Cardoso & Selden, 2007
- Nemesia berlandi  Frade & Bacelar, 1931
- Nemesia bristowei  Decae, 2005
- Nemesia budensis  Kolosváry, 1939
- Nemesia caementaria  (Latreille, 1799)
- Nemesia caranhaci  Decae, 1995
- Nemesia carminans  (Latreille, 1818)
- Nemesia cavicola  (Simon, 1889)
- Nemesia cecconii  Kulczyński, 1907
- Nemesia cellicola  Audouin, 1826
- Nemesia coheni  Fuhn & Polenec, 1967
- Nemesia congener  O. Pickard-Cambridge, 1874
- Nemesia corsica  Simon, 1914
- Nemesia crassimana  Simon, 1873
- Nemesia cubana  (Franganillo, 1930)
- Nemesia daedali  Decae, 1995
- Nemesia didieri  Simon, 1892
- Nemesia dorthesi  Thorell, 1875
- Nemesia dubia  O. Pickard-Cambridge, 1874
- Nemesia dubia  (Karsch, 1878)
- Nemesia eleanora  O. Pickard-Cambridge, 1873
- Nemesia elongata  (Simon, 1873)
- Nemesia fagei  Frade & Bacelar, 1931
- Nemesia fertoni  Simon, 1914
- Nemesia hastensis  Decae, Pantini & Isaia, 2015
- Nemesia hispanica  L. Koch, 1871
- Nemesia ibiza  Decae, 2005
- Nemesia ilvae  Caporiacco, 1950
- Nemesia incerta  O. Pickard-Cambridge, 1874
- Nemesia kahmanni  Kraus, 1955
- Nemesia macrocephala  Ausserer, 1871
- Nemesia maculatipes  Ausserer, 1871
- Nemesia manderstjernae  L. Koch, 1871
- Nemesia meridionalis  (Costa, 1835)
- Nemesia pannonica  Herman, 1879
- Nemesia pavani  Dresco, 1978
- Nemesia pedemontana  Decae, Pantini & Isaia, 2015
- Nemesia randa  Decae, 2005
- Nemesia raripila  Simon, 1914
- Nemesia rastellata  Wunderlich, 2011
- Nemesia santeugenia  Decae, 2005
- Nemesia santeulalia  Decae, 2005
- Nemesia sanzoi  Fage, 1917
- Nemesia seldeni  Decae, 2005
- Nemesia simoni  O. Pickard-Cambridge, 1874
- Nemesia sinensis  Pocock, 1901
- Nemesia transalpina  (Doleschall, 1871)
- Nemesia uncinata  Bacelar, 1933
- Nemesia ungoliant  Decae, Cardoso & Selden, 2007
- Nemesia valenciae  Kraus, 1955

### Sinonímies
- Leptopelma Ausserer, 1871